# Carl Gustaf Bielke

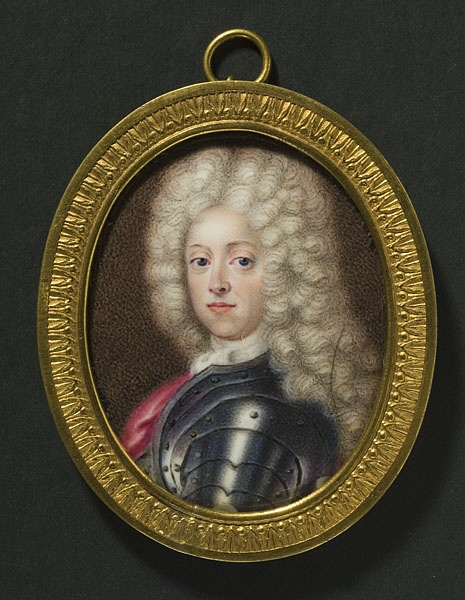
Carl Gustaf Bielke (1708)

Carl Gustaf Bielke (Kaarle Kustaa Bielke), (* 12. Juli 1683; † 11. Februar 1754) war ein schwedischer Graf und Sohn von Nils Bielke.

## Leben
Nach akademischen Studien begann er eine militärische Laufbahn einzuschlagen, die er als Generalmajor der Kavallerie beendete. Im Krieg Karl XII. war er überwiegend mit der Rekrutierung und Ausbildung von Truppen beschäftigt. Er spielte aber auch eine wichtige Rolle im Zusammenhang mit der Verteidigung Stockholms im Jahr 1719. Im selben Jahr wurde er diplomatischer Gesandter in Paris.
Im Jahr 1727 wurde er Landshövding in Västernorrlands län, wo er sich unter anderem für den Ausbau der Landstraßen einsetzte. In dieser Zeit beinhaltete dieser Län auch Gävleborgs län und Jämtland. Nachdem er zwölf Jahre als Landshövding seinen Dienst getan hatte, wurde er 1739 Präsident des schwedischen Staatskontors. Bielke war auch politisch sehr engagiert. So war er während der Freiheitszeit Mitglied in mehreren Reichstagen und Angehöriger der Mösspartei.
Ihm gehörte unter anderem Schloss Salsta bei Vattholma, circa 25 Kilometer nördlich von Uppsala in Uppland.

### Familie
Carl Gustaf  Bielke heiratete am 25. April 1705 in Stockholm die Gräfin Brita Sofia Horn von Marienborg (* 6. April 1679; † 1728 in Gävle). Sie war eine Tochter des Admiralleutnant Gustav Horn von Marienborg (1651–1686) und der Freifrau Jakobina Catharina Lilliehöök (1658–1696). Aus der Ehe gingen sieben Kinder hervor, von denen nur zwei das Erwachsenenalter erreichten:
- Nils (* 17. Januar 1706 in Stockholm; † 12. Juni 1765 in Rom)
- Eva (* 14. Dezember 1706 in Stockholm; † 18. Dezember 1778 in Stockholm)
- Christina Sigrid (* 5. Mai 1710 in Paris; † 27. Januar 1726 auf Schloss Salsta)[1]